# Pont de Sant Joan
|  | Per a altres significats, vegeu «Pont de Sant Joan (Cardona)». |

El Pont de Sant Joan és un edifici al terme municipal de Borredà (Berguedà) catalogat a l'Inventari del Patrimoni Arquitectònic de Catalunya.
Va ser construït al pas del segle xvii al segle xviii, de forma contemporània al molí bataner de St. Joan, propietat del gremi de paraires i teixidors de Borredà, fundat el 1669 per l'abat de Santa Maria de Ripoll. El molí draper de St. Joan fou objecte d'un llarg plet entre el gremi i el pagès Joan Font a mitjan segle xviii que va aconseguir que se li reconegués la propietat sobre l'ús de l'aigua de la riera del Merdançol en aquest indret. Això obligà al gremi a construir un nou molí, el d'en Font, i abandonar el de St. Joan. El pont roman en ús per a accedir al sector meridional del terme des de la vila de Borredà.
És un pont de pedra d'un sol ull de grans dimensions. El parament és de pedres irregulars disposades en filades i unides amb morter, deixat a la vista. Es troba molt per sobre del llit del riu, engorjat. Es troba en un despoblat força esquerp i boscós.